# Стана Ковачевић
Стана Ковачевић (Црњелово код Бијељине, 1850—?) била је добровољац у Српско-турском рату, 1876. године.
Стана се родила 1850. године у Црњелову поред Бијељине, а удала се за Стевана Ковачевића с ким је наставила да живи у Шапцу, све до 1876. године. Када је избио српско-турски рат, 1876. године, Стеван се придружио одреду дринских добровољаца и војевао против Турака у Подрињу, око Дрине.
До тада Стана, која се није разликовала од других жена, није била као остале жене, обукла је мушко одело, везала косу под шајкачу, узела пушку и под именом Станко се придружила добровољцима. Три месеца је подносила све ратне напоре и нико није посумњао у њен идентитет, али се убрзо након рањавања њеног супруга открило да је међу борцима ипак жена.
Храбра Стана добила је сребрну медаљу за храброст због исказаног јунаштва под именом Станко, те је постала омиљена међу „браћом добровољцима”, како их је звала.
Када је Стеван прездравио супружници су се вратили својој кући, а Стана је наставила да живи као и пре рата. Због врло неповољне ситуације на Моравском фронту, они исти који су удаљили Стану из редова дринских јунака, одлучили су да се жена ипак може јавити као добровољац и учествовати у рату. За Стану је то била прилика да се опет бори за слободу.
Ратни другови је нису одбацили и заборавили, била је равноправни члан удружења добровољаца и учествовала је у парадама и прославама.